# Gentiana micantiformis
Gentiana micantiformis är en gentianaväxtart som beskrevs av Isaac Henry Burkill. Gentiana micantiformis ingår i släktet gentianor, och familjen gentianaväxter. Inga underarter finns listade i Catalogue of Life.